# Pittsburgh, Pennsylvania
Pittsburgh (eng. izgovor /ˈpɪtsbərɡ/; hrv. izgovor pits-burg) je drugi najveći grad u američkoj saveznoj državi Pennsylvaniji i sjedište županije Allegheny. Regionalno, to je najveće urbano područje Appalachia i rijeke Ohio, a nacionalno je 68. po veličini grad u Sjedinjenim Američkim Državama. Populacija grada 2020. godine bila je 302 971, dok je cijela populacija područja utjecaja bila 2,37 milijuna. Središte Pittsburgha zadržava značajan ekonomski utjecaj, 25. mjesto u državi za radna mjesta unutar urbane jezgre i 6. po gustoći posla. Karakterističan oblik poslovne jezgre Pittsburgha je trokut kroz kojeg prolaze rijeke Allegheny i Monongahela, koje tvori rijeka Ohio. Grad ima 151 visoku zgradu, 446 mostova i dvije željeznice. Pittsburgh je poznat kao "grad mostova" i "čelični grad" zbog mnogih mostova i bivših tvornica čelika.

## Povijest i ime
Prvi Europljani su došli na područje današnjeg Pittsburgha kao trgovci 1710-ih. Michael Bezallion prvi je autor koji je opisao rijeke u Ohiju u rukopisu iz 1717. godine.
Europski su trgovci nešto kasnije iste godine uspostavili trgovačke postaje i naselja na tom području.
Godine 1749., francuski su vojnici iz Quebeca pokrenuli ekspediciju prema rijekama u nadi da će spojiti Francusku Kanadu s Francuskom Louisianom preko rijeka.
Virdžinijski je guverner Robert Dinwiddie poslao majora Georgea Washingtona kako bi upozorio Francuze da se moraju povući.
U razdoblju od 1753. do 1754., Englezi su sagradili utvrdu Prince George (Fort Prince George); međutim, kasnija francuska ekspedicija prisilila je Engleze na napuštanje utvrde, a sami su Francuzi sagradili novu utvrdu Fort Duquesne na istom mjestu.
Ovi su događaji doveli do Francuskog i indijanskog rata.
Pohod engleskog generala Edwarda Braddocka (s G. Washingtonom kao ispomoći) na Fort Duquesne nije uspio, ali je zato general John Forbes u idućem pohodu uspio.
Nakon što su Francuzi napustili i srušili Fort Duquesne 1758., Forbes je naredio izgradnju utvrde Fort Pitt, koja je dobila ime prema engleskom državnom tajniku Williamu Pittu starijem. Naselje između rijeka nazvao je "Pittsborough."

## Zemljopisni položaj
Nalazi se na 40°26′29″ sjeverne zemljopisne širine i 79°58′38″ zapadne zemljopisne dužine.
Nalazi se na Alleghenskoj uzvisini, na sutoku rijeka Allegheny i Monongahele, koje tvore rijeku Ohio.

## Stanovništvo
Prema popisu stanovništva 2020., u Pittsburghu danas živi 302 971 stanovnika.
Pittsburgh je bio dugo vremena poznat kao "drugi hrvatski grad na svijetu", jer je bio drugi grad na svijetu po broju Hrvata koji žive u njemu.
Na tom ga je mjestu tek u zadnjih nekoliko desetljeća pretekao Split. 
Tolika je brojnost Hrvata u Pittsburghu bila i jednim od razloga što se u njemu nalazi najveća hrvatska iseljenička organizacija u SAD-u, Hrvatska bratska zajednica.

## Vanjske poveznice
- Službena stranica  Arhivirana inačica izvorne stranice od 2. veljače 2007. (Wayback Machine)
- Gradske vlasti  Arhivirana inačica izvorne stranice od 17. svibnja 2014. (Wayback Machine)
- Stranica za turizam
- Povijest Pittsburgha